# Тейшейра, Жоэдисон
Жоэ́дисон Тейше́йра ди Же́зус (порт.-браз. Joedison Teixeira de Jesus; род. 28 января 1994, Салвадор) — бразильский боксёр, представитель лёгкой и первой полусредней весовых категорий. Выступает за сборную Бразилии по боксу начиная с 2012 года, чемпион Всемирных игр боевых искусств в Санкт-Петербурге, бронзовый призёр Панамериканских игр в Торонто, победитель и призёр многих турниров международного значения, участник летних Олимпийских игр в Рио-де-Жанейро.

## Биография
Жоэдисон Тейшейра родился 28 января 1994 года в муниципалитете Салвадор штата Баия. Проходил подготовку в клубе «Маринья до Бразил» под руководством тренера Мессиаса Гомеса.
Впервые заявил о себе в 2009 году, выиграв серебряную медаль на чемпионате Бразилии среди юниоров и став бронзовым призёром юниорского панамериканского первенства в Эквадоре — уступил здесь только кубинцу Робейси Рамиресу, будущему двукратному олимпийскому чемпиону.
Первого серьёзного успеха на взрослом международном уровне добился в сезоне 2012 года, когда вошёл в основной состав бразильской национальной сборной и одержал победу на Южноамериканских играх в Чили. При этом на чемпионате Бразилии дошёл лишь до четвертьфинала, проиграв в лёгкой весовой категории Робсону Консейсану — в связи с этим именно Консейсан отправился на летние Олимпийские игры в Лондоне, а Тайшейра вынужден был подняться в первый полусредний вес и ждать следующей возможности.
В 2013 году Жоэдисон Тейшейра занял первое место в зачёте бразильского национального первенства и затем выиграл Всемирные игры боевых искусств в Санкт-Петербурге. Также добавил в послужной список бронзовую награду, полученную на Кубке Роберто Баладо в Гаване.
В 2014 году вновь стал чемпионом Бразилии, выиграл Мемориал Лешека Дробоша в Польше и взял бронзу на международном турнире «Странджа» в Болгарии.
В 2015 году Тейшейра побывал на Панамериканских играх в Торонто, откуда привёз награду бронзового достоинства — в полуфинале первого полусреднего веса потерпел поражение от кубинца Ясниэля Толедо. Выиграл предолимпийский международный турнир в Рио-де-Жанейро, тогда как на панамериканском чемпионате в Венесуэле выбыл из борьбы за медали уже на предварительном этапе, проиграв представителю Канады Артуру Биярсланову, а на «Страндже» был остановлен в четвертьфинале представителем Азербайджана Лоренсо Сотомайором.
Поскольку его страна принимала летние Олимпийские игры 2016 года, как лидер национальной сборной Тейшейра автоматически получил олимпийскую лицензию. В стартовом поединке категории до 64 кг благополучно прошёл алжирца Абделькадера Шади, но затем во втором бою со счётом 0:3 уступил турку Батухану Гёзгечу.
После домашней Олимпиады остался в составе боксёрской команды Бразилии и продолжил принимать участие в крупнейших международных турнирах. Так, в 2017 году боксировал на чемпионате мира в Гамбурге, однако уже в 1/16 финала первого полусреднего веса был остановлен ирландцем Шоном Маккомбом.